# Карабанова, Зоя Владимировна
Зоя Владимировна Караба́нова (сценический псевдоним Мара Крэг, 1900 — 13 декабря 1960, Голливуд, штат Калифорния) — русская драматическая актриса и американская киноактриса, сестра Б. В. Карабанова, первая жена основателя театра-кабаре «Летучая мышь» Н. Ф. Балиева.

## Биография
В 1915—1916 годах совсем юной актрисой театра А. Я. Таирова дебютировала в немых фильмах производства «Кинолаборатории Н. Кагана». В 1917 году сыграла роль Розетты в фильме Чеслава Сабинского «Трагедия барона Вильбуа». Фильм был произведён в мастерских «Товарищества И. Ермольева» в Крыму.
10 февраля 1920 года вместе с группой Иосифа Ермольева эвакуировалась из Ялты в Константинополь, при этом удалось вывезти и тем самым спасти большую часть плёнок. 20 марта состоялось открытие «Русско-Американского Синематографа» («Cinema Russo-Americain»). В группе было 20 человек, но уже в декабре 1920 года при эвакуации из Крыма вместе с частями Русской армии в Константинополь попало около пятисот российских артистов, которым помогала «Английская миссия».
В апреле группа отправилась в Марсель, затем, в начале мая, в Париж, где Иосиф Ермольев арендовал бывший павильон фирмы «Братьев Пате» в Монтрё-сю-Буа и развернул там первые съёмки, а затем образовал компанию «Ермольев-Синема» («Ermolieff-Cinéma»), которая в 1921 году выпустила известный фильм «L’Echéance fatale» («Роковая случайность») режиссёра А. Волкова.
Зоя Карабанова работала в Париже в кинематографическом предприятии «Товарищества П.Тиман и Ко.», созданном в октябре 1920 года, и на киностудии «Альбатрос».
В 1922 году в «Fairyland theatre» под именем Madame Karabanova участвовала в бродвейских ревю «Chauve-Souris», которые увидел зритель на премьерном показе фонофильма Ли де Фореста 15 апреля 1923 года в «Rivoli Theater» (плёнка хранится в Библиотеке Конгресса).
В 1924 году вошла во французский состав труппы «La Chauve-Souris compagnie théâtrale», играла в спектаклях на сцене парижского театра «Фемина» (фр. Théatre Femina). Была женой Никиты Балиева. [когда?]
С 1934 года снималась на Голливудских киностудиях в фильмах «Мы снова живы» («We Live Again»), «Миссия в Москву» («Mission to Moscow», 1943), «В наше время» («In Our Time») и «Песнь о России» («Song of Russia»,1944), в котором сыграла Наташу Булгакову. Последней её работой в кино была роль Волотовой в фильме «Шёлковые чулки» (1957).
В последнее время Мара Крэг жила в Калифорнии, умерла 13 декабря 1960 года в Лос-Анджелесе на 61 году жизни.

## Фильмография
в России
- 1915 — «Есть женщины светлые, прекрасные…» («Женоненавистник») — сестра милосердия. Режиссёр: Владимир Кривцов, сценарист: А. Желябужский. С участием Владимира Оболенского, Р. Рашевской, Б. Васильева, Б.Светлова. Производство: «Кинолаборатория Н. Кагана»
- 1916 — «Женщина с кинжалом» — Режиссёр: Яков Протазанов, по сценарию Николая Римского. С участием Ольги Гзовской, Ивана Мозжухина и Николая Панова
- 1916 — «Ястребиное гнездо» — Лариса, дочь Осоргина. Режиссёр и сценарист Чеслав Сабинский по роману А. М. Пазухина. В фильме снимались Н. Панов, Н. Лисенко, Н. Римский, П. Бакшеев, В. Орлова.
- 1917 — «Опять на родине». Режиссёр: И. Н. Перестиани. Сценарист: А. А. Дикгоф-Деренталь. Оператор: А. А. Левицкий. Художник: Владимир Раковский. Актёры: Александр Ашанин, Зоя Карабанова, Сергей Гудков, Иван Горский. Производство: Акционерное общество «Биофильм».
- 1917 — «Трагедия барона Вильбуа» («Оливковый сад» или «Трагедия одного человека») — Розетта. — Режиссёр и сценарист: Чеслав Сабинский. Операторы: Николай Рудаков, Валерий Пшибытневский. Производство: «Товарищество И. Ермольев». Актёры: Н. В. Панов, Владимир Стрижевский, Дмитрий Буховецкий
- 1918 — «Человек у решетки» — Зоя Завьялова. Режиссёр: Яков Протазанов. Оператор: Николай Рудаков. Производство: «Товарищество И. Ермольев». В фильме снимались Александр Волков, Дмитрий Буховецкий, Ольга Кондорова, Иона Таланов, С. Каминская
- 1918 — «Ночевала тучка золотая» (элегическая драма по мотивам стихотворения М. Ю. Лермонтова «Утёс») — Леночка Бортновская, учительница.
- 1918 — «Любовь… ненависть… смерть…» — Нелли
- 1918 — «Конкурс красоты» («Во имя красоты» или «Двадцать миллионов») — Продюсер: Иосиф Ермольев
- 1918 — «Ева» («Приманка притона») — Ева, проститутка. Режиссёр: Виктор Туржанский, по сценарию Ивана Перестиани. Оператор: Григорий Гибер. Художник: Владимир Раковский. Премьера состоялась: 24 мая 1918 года.
- 1919 — «Жемчужное ожерелье». Режиссёр Виктор Туржанский. С участием актёра Николая Римского (Nicolas Rimsky). Ялта, «ателье И. Ермольева»
- 1919 — «Роковой гость» («Алла верды») — княжна Нина. Режиссёр и сценарист Анатолий Воротников. Производство: «Товарищество И. Ермольев» (Ялта). Премьерные показы состоялись 24 апреля 1919 (в Баку) и 5 сентября 1923 (в Москве, плёнка утеряна). В фильме снимался И. Таланов
- 1919 — «Паутина» (психологическая драма) — Ирина, дочь профессора. Фильм А.Волкова (Производство ялтинского «Ателье И. Ермольева», не сохранился). Премьеры прошли 18 декабря 1919 в Петрограде и 24 июня 1923 в Москве.
- 1919 — «Люди гибнут за металл» («Проданная душа») — балерина Илона. Реж. Александр Волков. Продюсер Иосиф Ермольев. С участием актёра Юровского
- 1919 — «Правда» («Жена-любовница») — жена. Режиссёр: Яков Протазанов. Производство: Ателье И. Ермольева (Ялта). Актёры: Иона Таланов, Владимир Гайдаров и Зоя Карабанова

во Франции
- 1921 — «Роковая случайность» («Роковой срок», «L’Echeance fatale»)[9]
- 1921 — «Цена счастья»[4]

в США
- La chauve souris (англ.) на сайте Internet Movie Database, 1923. Фильм Ли де Фореста назывался «De Forest to Film Chauve Souris Story»[10]
- 1934 — «Мы снова живы» («We Live Again») — эпизод. Фильм Р. Мамуляна, по мотивам романа Л. Н. Толстого «Воскресение»
- 1943 — «Миссия в Москву» («Mission to Moscow») — русская машинистка
- 1944 — «В наше время» («In Our Time»)
- 1944 — «Песнь о России» («Song of Russia») — Наташа Булгакова. Режиссёр Г. Ратов. С участием Михаила Чехова
- 1957 — «Шёлковые чулки» (комедийный музыкальный фильм, «Silk Stockings») — Волотова